# Wikitude
Wikitudeは、携帯用の拡張現実ソフトウェアでオーストリア企業であるWikitude GmbH (旧名Mobilizy GmbH) が開発し、2008年10月にフリーウェアとしてリリースした。モバイルカメラを通してユーザーの周囲情報をディスプレイに表示する。Wikitudeは拡張現実を活用した初の公的な位置情報アプリケーションである。

## 仕組み
携帯機器のディスプレイに映っている風景の位置に基づく拡張現実はユーザーのいる位置（GPSやWi-Fiを使用）や顔の方角（方位磁針を使用）や加速度計で計算される。これとは対照的にマーカーに基づく拡張現実（マーカーの例としてQRコード）はトラッキングに使用される。
位置情報に基づく拡張現実の視野は、上からの抽象的な視野を提供する従来の地図と異なりコンピュータ生成コンテンツで「強化」された現実の直接的な視野を提供する。
Wikitude World Browserにおける中心的要素は位置であり、通常のウェブページと比較してユーザーの位置はマイナーな役割を果たしており、Wikitude World Browserは携帯機器での位置に基づく使用に最適化されている。

## ユーザー生成コンテンツ
Wikitude World Browserのコンテンツはほとんどユーザーによる生成であり、KMLやARMLといったウェブインタフェースを使ってコンテンツを追加できる。加えて、Webサービスはダイナミックデータの配信を登録することが出来る。WikitudeはW3CとOGCのメンバーであり、W3C ARMLプロジェクトの一部としてARMLの開発にも携わっている。

## 議論
Wikitudeが進めている拡張現実の位置情報アプローチが「拡張現実」と見なせるかについて見解が分かれている。またGPS、方位磁針、モーションセンサーを使って仮想的なオブジェクトの位置の計算に対しても精度で懸念されており、不正確さに関して実現可能な結果の提供を防いでいる点が蓄積している。実際にはこの手法の実装はマーカーに基づくアプローチを使用したものと比べてより簡単であることが分かる。現在掲載されているデイリー・テレグラフの拡張現実アプリケーショントップ5では3つのアプリケーションで位置情報に基づくアプローチを使用している（Google Gogglesは両方のアプローチを使用している）。

## 受賞
- 2012: Best Augmented Reality Browser, Augmented Planet [7]; Best Augmented Reality Developer Tool, Augmented Planet [8]; Android Apps Magazine – Best Augmented Reality app 2013 [9]
- 2011: Best Augmented Reality Browser, Augmented Planet;[10] Best Augmented Reality Developer Tool, Augmented Planet;[11] Best BBM Connected Application, BlackBerry® EMEA Innovation Award;[12] Most Addictive Social App using BBM Social Platform, 2011 BlackBerry Developer Challenge [13]
- 2010: Best Augmented Reality Browser, Augmented Planet;[14] World Summit Award;[15] Galileo Master 2010 at European Satellite Navigation Competition;[16] Global Champion at Navteq Challenge 2010;[17] Hagenberg Award;[18] Grand Prize Winner Navteq Challenge 2010 (EMEA Region) [19]
- 2009: Best Augmented Reality Browser, Augmented Planet;[20] GSMA Mobile Innovation 2009 Global Competition EMEA "Top Innovator"; Salzburger Wirtschaftspreis [21]
- 2008: Android Developer Challenge Top-50 Award [22][23][24][25]

## 同種のアプリケーション
- Argon, Georgia Institute of Technology
- Layar
- mixare - open source augmented reality engine